# 21 mars 1947
Le vendredi 21 mars 1947 est le 80e jour de l'année 1947.

## Naissances
- Christian Bîmes, président de la fédération française de tennis
- Jiří Kylián, danseur et chorégraphe tchèque
- Michael Dibdin (mort le 30 mars 2007), écrivain britannique
- Miroslav Grebeníček, homme politique tchèque
- Mohamed Khaddi, acteur et dramaturge marocain
- Pat Cramer, joueur de tennis sud-africain
- Yves-G. Préfontaine, claveciniste, organiste et enseignant québécois

## Décès
- Albert Cuny (né le 16 mai 1869), linguiste français
- Alfred Hind (né le 7 avril 1878), Joueur anglais de rugby à XV
- Ivan Barbovitch (né le 27 janvier 1874), général de cavalerie russe
- Joseph Barcroft (né le 26 juillet 1872), physiologiste britannique
- Philip Lehman (né le 9 novembre 1861), banquier américain
- Xavier Guichard (né le 5 juillet 1870), commissaire de police, archéologue et écrivain français